# Вест Сејлем (Охајо)
Вест Сејлем (енгл. West Salem) град је у америчкој савезној држави Охајо.

## Демографија
По попису из 2010. године број становника је 1.464, што је 37 (-2,5%) становника мање него 2000. године.
| Група             | 2000.         | 2010.         |
| Белци             | 1.455 (96,9%) | 1.418 (96,9%) |
| Афроамериканци    | 2 (0,1%)      | 1 (0,1%)      |
| Азијати           | 6 (0,4%)      | 0 (0,0%)      |
| Хиспаноамериканци | 14 (0,9%)     | 31 (2,1%)     |
| Укупно            | 1.501         | 1.464         |